# Штайнке, Удо
Удо Штайнке (нем. Udo Steinke; 2 мая 1942, Лодзь — 12 октября 1999, Берлин) — немецкий писатель.
Семья Штайнке проживала в г. Айленбург. С 1948 по 1956 гг. Удо Штацнке посещает горное училище и впоследствии получает профессию кондитера на Айленбурской кондитерской фабрике.
Дети:
- Фальк-Инго Реннер (род. 1963), стал художником
- Ханно Штайнке (род. 1963), стал врачом

С 1960 по 1965 гг. получает высшее образование в Лейпциге по направлению «литература» и затем работает преподавателем на народном предприятии (нем. Volkseigener Betrieb сокр. VEB) г. Лейпциг.
В 1968 году он переезжает в западную Германию, где работает как журналист и руководитель отдела в Гёте-Институте в Мюнхене. Потом — как главный редактор преподавательской газеты «Гимназия в Баварии».
Его литературным прорывом считается выпущенная в 1980 году новелла «Ich kannte Talmann», которая была награждена литературной премией земли Бавария. Вплоть до его смерти (1999) вышли ещё шесть новелл. Одна из тем, к которой писатель очень часто возвращался — разделение Германии, о котором речь идёт в «Двойном немецком». Штайнке был также знаком с Генрихом Бёллем, Вилли Брандтом и Хансом-Дитрихом Геншером.
Его литературное наследие, которое собрала его вдова, хранится в Институте Штайнке в Бонне. Институт располагает архивом Удо Штайнке (литературные очерки, переписка), проводятся авторские семинары и также существует школа по изучению немецкого языка для иностранных абитуриентов.

## Сочинения
- Ich kannte Talmann. DTV 1980. ISBN 3-423-06305-X
- Horsky, Leo oder Die Dankbarkeit der Mörder. Ullstein 1982, ISBN 3-550-06474-8
- Die Buggenraths. DTV 1985, ISBN 3-423-06357-2
- Manns Räuschlein. Ullstein 1985, ISBN 3-550-06392-X
- Doppeldeutsch. Schneekluth 1984, ISBN 3-7951-0879-9